# Gouzangrez
Gouzangrez era una comuna francesa que estaba situada en el departamento de Valle del Oise, de la región de Isla de Francia, que el 1 de enero de 2024 pasó a formar parte de la comuna nueva de Commeny.

## Demografía
| Gráfica de evolución demográfica de Gouzangrez entre 1800 y 2021 |
|                                                                  |

Los datos demográficos contemplados en este gráfico de la comuna de Gouzangrez se han cogido de 1800 a 1999 de la página francesa EHESS/Cassini, y los demás datos de la página del INSEE.